# Cloeon kimminsi
Cloeon kimminsi is een haft uit de familie Baetidae. De wetenschappelijke naam van de soort is voor het eerst geldig gepubliceerd in 1974 door Hubbard.
De soort komt voor in het Oriëntaals gebied.